# Ancistrocerus adiabatus
Ancistrocerus adiabatus (лат.) — вид одиночных ос из семейства Vespidae.

## Распространение
Встречаются в Северной Америке: Канада и США.

## Описание
Длина переднего крыла самок 6,5—9,5 мм, а у самцов — 5,0—7,0 мм. Окраска тела в основном чёрная с жёлтыми отметинами. Гнёзда строят в древесине, ветвях, галлах и коконах пилильщиков. Для кормления своих личинок добывают в качестве провизии гусениц бабочек из семейств Amphisbatidae, Oecophoridae, Gelechiidae, Tortricidae и Coleophoridae.